# Ein Mann ist kein Mann
Ein Mann ist kein Mann  ist ein Lustspiel von Dagmar Seifert. Die Uraufführung fand am 29. Januar 1989 im Ohnsorg-Theater in Hamburg unter dem plattdeutschen Titel Een Mann is keen Mann statt. Die plattdeutsche Bearbeitung stammt von Jürgen Pooch. Das Stück wurde im selben Jahr auch in einer hochdeutschen Fernsehaufzeichnung im Abendprogramm der ARD ausgestrahlt.
Das Stück spielt in einem Luxusbungalow in einem noblen Hamburger Vorort. Marie Lübbers leidet unter ihrer Rolle der vernachlässigten Nur-Hausfrau, weil ihr Ehemann Peter nur ans Geschäft denkt und von einem Termin zum anderen hetzt. Aus lauter Verzweiflung bestellt Marie sogar einen Callboy ins Haus. Als ihre resolute Tante Inge zu Besuch kommt, gibt diese Marie den Rat, nicht in ihrem Selbstmitleid zu versinken, sondern ihr Leben selbst in die Hand zu nehmen. Nach anfänglichem Zögern lässt Marie sich auf dieses Abenteuer ein. Bald geht sie so darin auf, dass sich Peter nun seinerseits als der Vernachlässigte fühlt. Noch einmal greift Tante Inge ein, um das Eheschiff wieder flottzumachen. Die Handlung verläuft über einen Zeitraum von ca. eineinhalb Jahren.

## Personen
- Marie Lübbers: Ehefrau eines erfolgreichen Geschäftsmannes. Unglücklich in ihrer Situation als vernachlässigte Ehefrau
- Tante Inge: Resolute, lebenslustige Tante in den besten Jahren, die helfend eingreift, als es im Leben ihrer Nichte kriselt
- Peter Lübbers: Geschäftsmann, der sich erfolgreich hochgearbeitet hat und darüber sein Privatleben vergisst
- Jasmin: Vorlautes Hausmädchen der Familie Lübbers, die aber einen guten Kern hat
- Senator Bottermelk: Distinguierter älterer Herr, der sich bald an der Seite von Tante Inge wiederfindet
- Axel Christiansen: Lotse, der eines Abends unverhofft bei den Lübbers auftaucht – und Maries Herz erobert
- Mausi Schröder: Freundin von Marie, die ebenfalls in einer schwierigen Ehe steckt
- Sascha: Callboy, der in Maries Dienst allerdings nicht zu mehr kommt, als Karten zu spielen.

## Handlung

### 1. Akt
In dem Luxusbungalow befinden sich zwei Menschen, wie sie gegensätzlicher nicht sein könnten: Auf der einen Seite der smarte, attraktive und perfekt gestylte Callboy Sascha in bester Laune, auf der anderen Seite die Herrin des Hauses, Marie, die in schmucklosem Morgenrock und mit Lockenwicklern und Haarnetz auf dem Kopf einen eher verdrießlichen Eindruck macht. Obwohl sich Sascha alle Mühe gibt, den eigentlichen Aufgaben eines Callboys gerecht zu werden, lässt sich Marie auf nicht mehr ein, als mit ihm Mau-Mau zu spielen. Ihr Ziel ist es, dass ihr Ehemann Peter – der nur noch das Geschäft im Kopf hat und nichts mehr zum Eheleben beiträgt – im rechten Moment nach Hause kommt, den Callboy vorfindet, darüber ins Grübeln gerät und die Ehe wieder in Ordnung kommt. Doch statt Peter taucht Maries resolute Tante Inge als unerwarteter Logiergast auf. Während Sascha die Flucht ergreift, erfasst Tante Inge die Situation, legt ihrer Nichte die Karten und gibt auf diesem Weg ein paar gut gemeinte Ratschläge. Dazu soll Marie sich neben einem kleinen Job außer Haus auch einen Liebhaber zulegen, denn „ein Mann ist kein Mann“. Marie ist entrüstet, doch als Peter kurz auftaucht, um etwas abzuholen, und Marie dabei vor Tante Inge demütigt, hat Marie die Nase voll. Als dann noch mit dem attraktiven Lotsen Axel Christiansen an diesem Abend ein weiterer unerwarteter Besucher auftaucht, beginnt Tante Inges Vorschlag Früchte zu tragen.

### 2. Akt
Einige Wochen später. Damit Marie ihrem neuen Leben nachgehen kann, ist das Hausmädchen Jasmin eingestellt worden. Diese ist noch sehr unbedarft, was die Arbeit für eine wohlhabende Familie anbetrifft, und wird von Tante Inge, die immer noch im Hause logiert, ständig belehrt. Trotz dieser Reibereien können weder die vorlaute Jasmin einen gewissen Respekt noch Tante Inge eine mütterliche Zuneigung zu der jeweils Anderen leugnen. Marie ist unterdessen aufgeblüht: Sie ist schick gekleidet und frisiert, treibt Sport, arbeitet in einer Boutique und trifft sich regelmäßig mit Axel. Dieser taucht eines Tages unvermittelt bei den Lübbers auf. Marie und Tante Inge fürchten, dass alles auffliegt, und geben sich Mühe, die Situation zu retten. Doch es stellt sich heraus, dass Axel unter nur dem Vorwand, die Jolle der Lübbers kaufen zu wollen, hergekommen ist, um Peter einmal genauer die Lupe zu nehmen. Axel verschwindet wieder, und Peter hat nichts von der Verbindung seiner Frau zu dem Lotsen mitbekommen. Im Gegenteil – vor Axel hat er wie vor anderen Menschen auch völlig ungeniert über Marie als „meine kleine Dicke“ gesprochen. Unterdessen knüpft Tante Inge zarte Bande zu dem distinguierten Senator Bottermelk.

### 3. Akt
Einige Zeit ist vergangen. Jasmin ist verliebt und wandelt auf dem Weg der Selbstfindung, wovon sie Maries Freundin Mausi Schröder berichtet, während die beiden darauf warten, dass Marie und Tante Inge (die mittlerweile mit Senator Bottermelk verheiratet ist) von einer Taufe zurückkehren. Mausi lässt sich ebenfalls die Karten legen, und auch ihr wird von Tante Inge prophezeit, dass sich in ihrer unglücklichen Ehe bald etwas ändern wird. Nachdem Tante Inge, Mausi und Jasmin das Haus verlassen haben, nutzt Peter die Ruhe, um sich seiner Frau anzunähern. Er hat mittlerweile gemerkt, dass in seiner Ehe etwas nicht stimmt, doch er wählt den falschen Weg, dies zu ändern. Er möchte, dass alles wieder so ist, wie früher: Seine Frau soll den Haushalt wieder komplett selbst führen, ständig zu Hause sein und den alten Morgenrock tragen, weil das immer „so gemütlich“ war. Marie lässt ihn in einem emotionalen Ausbruch deutlich wissen, dass sie genau das nicht will – in dem Morgenrock und ohne wirkliche Aufgabe sei sie kreuzunglücklich gewesen und vor allem habe sie es satt, immer in der Küche stehen zu müssen, wenn Gäste im Haus sind. Peter kann gerade noch versprechen, dass für den nächsten großen Anlass ein Partyservice engagiert wird, bevor Jasmin in die Aussprache platzt, um ihre Koffer zu packen – Tante Inge wird sie auf ein feines Mädchenpensionat schicken, damit aus dem lieben, aber auch etwas vorlauten Mädchen eine Dame wird, denn bei Jasmins neuem Freund handelt es sich ausgerechnet um Björn, das Ziehkind von Senator Bottermelk. Doch auch nach Jasmins Auszug will keine Ruhe einkehren – als Peter sich wieder seiner Frau nähern will, fällt dieser eine Verabredung ein, und sie stürmt aus dem Haus. Peter bleibt gekränkt und allein zurück.

### 4. Akt
Einige Monate später. Peters Geburtstag steht an. Weil sie keinen geeigneten Ersatz für Jasmin finden konnte, steht Marie trotz großer Abendrobe und Partyservice wieder einmal selbst in der Küche. Dennoch geht es ihr gut – die Arbeit in der Boutique macht ihr Freude, und nach dem Ende der Affäre mit Axel' ist schon ein neuer Galan in Aussicht. Peter dagegen scheint sich gar nicht über sein großes Fest zu freuen. Während sich das Haus mit Gästen füllt, stellt Tante Inge ihre Nichte zur Rede. Die gibt sich ganz unschuldig. Hatte Tante Inge nicht selbst den Rat gegeben: "Ein Mann ist kein Mann"? Das gibt Tante Inge nach kurzem Zögern auch zu, doch sie erinnert Marie daran, dass mit diesem Rat verbunden war, dass alle drei sich wohlfühlen sollen: Marie selbst ebenso wie ihr Mann und ihr Liebhaber. Doch Maries jetziges Verhalten sei einfach nur egoistisch. Während Marie darüber nachdenkt, wird Peter von Tante Inge dazu gebracht, den Spieß umzudrehen und vorzugeben, selbst eine Geliebte zu suchen. Dadurch wird den Lübbers klar, welche Fehler sie in der Vergangenheit gemacht haben, und sie beginnen noch einmal von vorn. Jasmin hat die Versöhnungsszene beobachtet und gesteht, wie neidisch sie darauf sei, das Ehepaar Lübbers nach so vielen Jahren noch glücklich miteinander zu sehen und hat nun ein wenig Angst vor der Ehe mit Björn. Worauf Tante Inge wieder den Ratschlag gibt „Ein Mann ist kein Mann“ – doch diesmal steckt dahinter eine viel besonnenere Bedeutung als noch vor einiger Zeit bei Marie.

## Darsteller der Fernsehaufzeichnung der ARD
- Heidi Mahler als Marie Lübbers
- Heidi Kabel als Tante Inge
- Ernst Grabbe als Senator Bottermelk
- Herma Koehn als Mausi Schröder
- Beate Kiupel als Jasmin
- Jürgen Lederer als Peter Lübbers
- Michael Maass als Sascha
- Peter Wohlert als Axel Christiansen

Inszenierung: Michael Koch